# Daniel Schütte
Daniel Schütte (* 6. April 1763 in Bremen; † 14. März 1850 in Bremen) war ein deutscher Jurist und Theaterintendant in Bremen und schwarzburg-sondershausenscher Hofrat.

## Biografie
Schütte war Sohn des Eltermanns Franz Schütte und stammte aus einer alteingesessenen Bremer Familie. Bereits in jungen Jahren interessierte er sich für Musik und Theater, studierte jedoch zunächst Rechtswissenschaft in Göttingen. Nach seiner Promotion unternahm er 1784/85 ausgedehnte Reisen, die ihn nach Kassel, Weimar, Frankfurt, Mannheim, München und Wien führten. Er machte dabei die Bekanntschaft von Dramatikern wie Iffland und Schiller und Komponisten wie Mozart und Haydn.

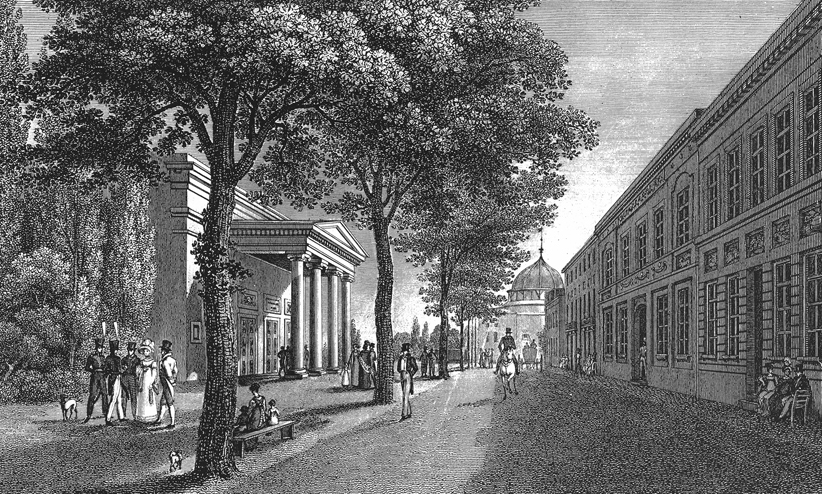
Das Stadttheater auf der „Junkernbastion“, 1797 von Schütte erworben

1785 ließ er sich als Rechtsanwalt in Bremen nieder. Hier kam er 1790 in Kontakt mit Adolph Freiherr Knigge und dem von ihm geförderten Liebhabertheater. Bereits seit 1788 hatte Schütte sich dafür eingesetzt, die Schauspieltruppe von Gustav Friedrich Großmann zu Gastspielen nach Bremen zu holen. Hierfür wurde schließlich 1792 auf der „Junkernbastion“ Am Wall mit finanzieller Unterstützung vermögender Bürger ein erstes Bremer Stadttheater errichtet, in dem Großmann in den folgenden Jahren gastierte. 1797, nach dem Tod Großmanns, übernahm Schütte das Theater und verpachtete es zeitweise mit Verlust. Ab 1810 führte er das Schauspielhaus wieder persönlich und veranstaltete hier neben Theater- und Opernaufführungen auch Konzerte. 1829 verkaufte er das Theater an C. F. Gütschow, genannt „Bethmann“.
Ab 1839 war Schütte Mitglied eines Theatervereins, mit dem Ziel der Gründung eines neuen, größeren Theaters in Bremen. Von dem daraufhin 1843 an der „Bischofsnadelbastion“ (später als „Theaterberg“ bekannt) errichteten zweiten Bremer Stadttheater distanzierte er sich jedoch aus unbekannten Gründen.